# Разведпоиск
Разведывательно-поисковые действия (разведпоиск) или поисковая операция — военный термин, обозначающий один из наиболее распространённых способов ведения войсковой разведки, суть которого заключается в незаметном выдвижении разведывательной группы к заранее намеченному и хорошо изученному объекту в прифронтовой полосе с целью внезапного нападения, захвата «языка», важных документов, образцов вооружения и/или экипировки.
Поисковые операции (поиски) организуются в интересах войсковых частей и соединений, как правило, для захвата пленных и получения свежей оперативной информации. В отличие от налёта поиск готовится и осуществляется максимально скрытно.

### Организационные особенности
Поисковый отряд (группа) может быть назначен как в виде разведывательного или мотострелкового взвода, так и в составе сводного подразделения численностью от 6 до 16 человек. В некоторых ситуациях поисковому отряду могут придаваться сапёрные подразделения с оборудованием инженерной разведки и разграждения, также его действия могут быть поддержаны специально назначенными огневыми средствами.
При подготовке поисковой операции устанавливается непрерывное наблюдение за объектом поиска и близлежащими окрестностями, а также за действиями сил противника в этом районе. После предварительного изучения цели уточняются маршруты выдвижения, отряд разбивается на подгруппы, среди них распределяются роли и функции при предстоящем нападении на цель.
В классическом сценарии для выполнения основной части задания подразделение разбивают на три подгруппы:
- нападения (захвата);
- огневой поддержки;
- сапёрного обеспечения.

В назначенное время подгруппа огневой поддержки занимает заранее подготовленные огневые позиции, сапёры проделывают проходы в заграждениях, а группа нападения — выдвигается к объекту поиска таким образом, чтобы решить поставленную задачу, привлекая минимум нежелательного внимания. После её выполнения отход группы нападения осуществляется максимально скрытно или под прикрытием огневого обеспечения. Вызов огневой поддержки осуществляется сигналом командира поискового отряда, который, как правило, находится в группе нападения. После отхода группы нападения следует отход группы огневой поддержки, а затем — сапёров.
Поиск рекомендуется использовать при непосредственном соприкосновении с противником, также ему отдается предпочтение в ходе неподвижных форм боевых столкновений (в обороне или при подготовке наступательных действий).

### Используемое снаряжение
Ветеран дивизионной войсковой разведки Г. З. Кац описывает снаряжение советских разведчиков для поисковых операций в годы Великой Отечественной войны следующим образом:

Вооружение наше было стандартным для войсковых разведподразделений.
В поиск шли с автоматами, брались гранаты, запасные диски. У каждого был стандартный армейский нож, никаких кинжалов или оригинальных финок с наборными ручками мы с собой не таскали. Единственная вольность в вооружении группы — у каждого был пистолет. У меня например был ТТ, подарок комдива, а у других ребят в группе были сплошь трофейные пистолеты. Никто не таскал с собой саперных лопаток. Ракетницы были только у старших в группе. Никаких снайперских винтовок или ручных пулеметов в разведротах не было — это уже выдумки киношников. Носили отечественные маскхалаты, за окрас которых нас немцы прозвали «пятнистая смерть», но постепенно все «прибарахлялись» и ходили в трофейных немецких куртках. Были у них такие утепленные куртки, выпускаемые для десантников и разведчиков, с одной стороны маскировка — «лето-осень», выворачиваешь на вторую сторону -« белый окрас». Немецкие маскировочные костюмы тоже пользовались у нас популярностью. Орденов никто из нас на гимнастерках не носил. После вручения наград все орденские знаки сдавали на хранение старшине роты. Никаких документов, ни малейшего клочка бумаги, ни письма из дома или даже обрывка газеты мы не имели права иметь при себе. Никаких «смертных» медальонов. Только ложка за голенищем сапога…
— Из интервью с Генрихом Кацем

### Примеры применения
В первые годы Великой Отечественной войны поиски проводились, как правило, в тёмное время суток. В дальнейшем, когда противник перешёл к обороне с плотной системой траншей, прикрытых минными полями и инженерными заграждениями, проведение поисков по ночам резко усложнилось. В силу этого, начиная с 1943 года советские разведчасти перешли к тактике дневных поисковых операций, которые проводились, как правило, через один-три часа после восхода солнца. Опытным путём было установлено, что на рассвете и в послеобеденное время бдительность немецких наблюдателей и сторожевых частей резко снижалась, что обеспечивало внезапность действий и успех операции.
Поисковые и засадные действия в обороне показали себя наиболее эффективными способами по захвату пленных, важных документов, образцов вооружения и боевой техники. Например, в период времени с октября 1942 по ноябрь 1943 года на Юго-Западном фронте было организовано 5397 различных разведмероприятий по захвату пленных и документов. Соединения и части фронта провели 3380 поисков, 1336 засад, 316 раз разведку боем и заслали 365 разведывательных групп в тыл противника. При этом было захвачено следующее количество ценных пленных и документов:
- в поисковых операциях — 58 %;
- в засадных действиях — 29 %;
- разведкой боем — 10 %;
- разведывательными группами в тылах противника — 3 %[6].

По свидетельству разведчика Г. З. Каца, во время Великой Отечественной войны любой поиск, который не принёс результата, или в котором разведгруппа была обнаружена и попала под огонь противника, считался проваленным вне зависимости от того, взят «язык» или нет.